# Adlerschild des Deutschen Reiches

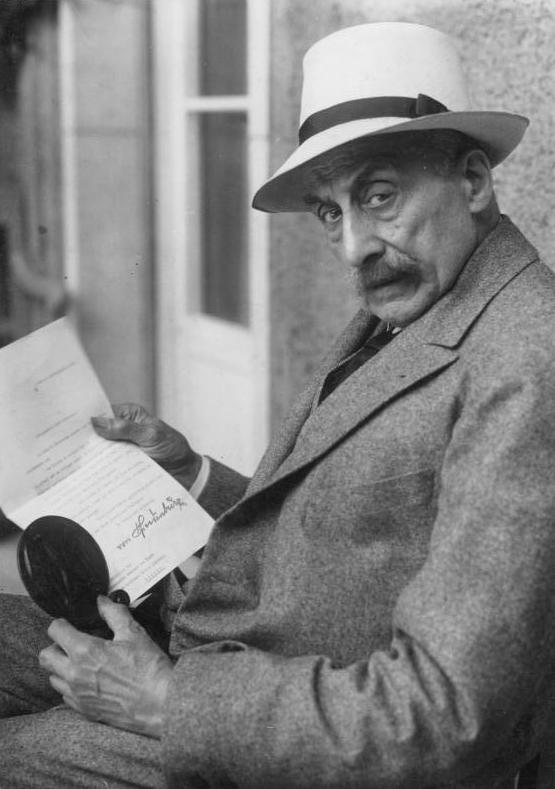
Max Liebermann mit dem ihm vom Reichspräsidenten Paul von Hindenburg verliehenen Adlerschild

Der Adlerschild des Deutschen Reiches war eine unter dem Reichspräsidenten Friedrich Ebert am 15. November 1922 gestiftete nichttragbare Auszeichnung des Deutschen Reichs. Es handelte sich um die höchste Ehrengabe während der Weimarer Republik, die aber auch noch während des Dritten Reiches verliehen wurde. Insgesamt wurden etwa 65 Männer mit der Verleihung des Adlerschildes geehrt.

## Verleihungen in der Weimarer Republik
Artikel 109 Absatz 3 der Weimarer Reichsverfassung bestimmte: „Orden und Ehrenzeichen dürfen vom Staat nicht verliehen werden.“ und sprach damit ein Ordensverbot aus. Um dem gleichwohl bestehenden Bedürfnis nach symbolischen Ehrungen verfassungskonform nachkommen zu können, wurde der Adlerschild des Deutschen Reiches als ein Ehrengeschenk konzipiert. Es handelte sich um eine 108 mm große Gussmedaille aus Bronze. Die Medaille war auf einen Bronzesockel montiert und auf der Rückseite mit einer auf die geehrten Persönlichkeiten zugeschnittenen Inschrift versehen. Entworfen hat den Adlerschild des Deutschen Reiches Josef Wackerle. Verliehen wurde die Ehrengabe an verdiente Persönlichkeiten aus den Bereichen von Kunst, Kultur, der Geistes- und Naturwissenschaften und der Wirtschaft.
Verliehen wurde diese Auszeichnung durch ein Handschreiben des jeweiligen Reichspräsidenten. Über die Ehrung entschied das Reichsinnenministerium auf Vorschlag des Reichskunstwarts Edwin Redslob, der auch die künstlerische Ausführung überwachte. Nach Redslob sollte die Form des Adlers dem „Reichsgedanken“ Ausdruck verleihen. Während der Zeit der Weimarer Republik vor 1933 wurde der Adlerschild des Deutschen Reiches an 21 Personen verliehen:
1. Gerhart Hauptmann (15. November 1922, 60. Geburtstag)
2. Paul Wagner (7. März 1923, 80. Geburtstag)
3. Harry Plate (28. August 1925, (nach dem) 70. Geburtstag)
4. Emil Warburg (9. März 1926, 80. Geburtstag)
5. Adolf von Harnack (7. Mai 1926, 75. Geburtstag)
6. Max Liebermann (20. Juli 1927, 80. Geburtstag)
7. Max Planck (23. April 1928, 70. Geburtstag)
8. Hans Delbrück (11. November 1928, 80. Geburtstag)
9. Ulrich von Wilamowitz-Moellendorff (22. Dezember 1928, 80. Geburtstag)
10. Wilhelm Kahl (17. Juni 1929, 80. Geburtstag)
11. Lujo Brentano (18. Dezember 1929, 85. Geburtstag)
12. Oskar von Miller (7. Mai 1930, 75. Geburtstag)
13. Friedrich Schmidt-Ott (4. Juni 1930, 70. Geburtstag)
14. Theodor Lewald (18. August 1930, 70. Geburtstag)
15. Georg Dehio (22. November 1930, 80. Geburtstag)
16. Robert Bosch (23. September 1931, 70. Geburtstag)
17. Walter Simons (24. September 1931, 70. Geburtstag)
18. Carl Duisberg (25. September 1931, 70. Geburtstag)
19. Max Sering (18. Januar 1932, 75. Geburtstag)
20. Ernst Brandes (11. März 1932, 70. Geburtstag)
21. Adolph Goldschmidt (1933, 70. Geburtstag)[1]

## Verleihungen während des Nationalsozialismus

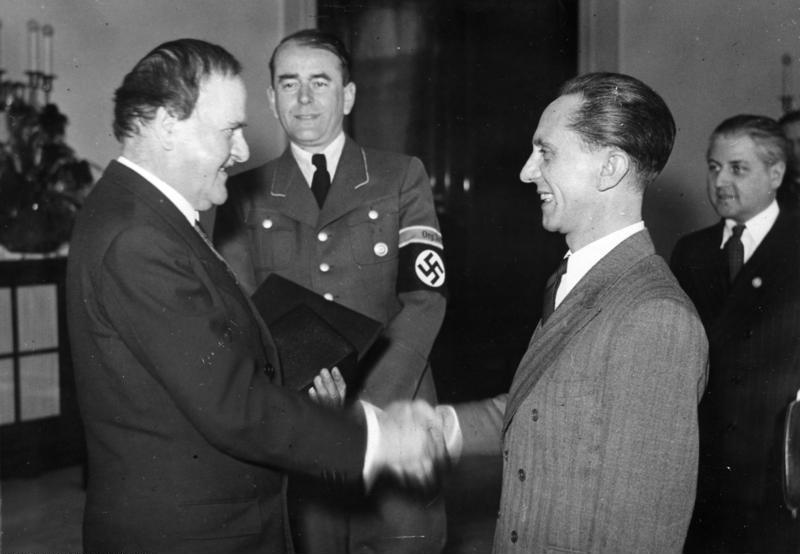
Verleihung des Adlerschilds 1943 an Wilhelm Kreis

Der Adlerschild des Deutschen Reiches wurde auch in der Zeit des Nationalsozialismus verliehen. Bis zum 1. Januar 1943 ist die Auszeichnung insgesamt in 60 Fällen nachweislich zur Verleihung gekommen. Ab 1934 wurde der von Josef Wackerle entworfene Adler durch einen Reichsadler ersetzt, der mehr den Vorstellungen des Nationalsozialismus entsprach. Die Rückseite der ansonsten unverändert gebliebenen Medaille wurde neben der individuellen Beschriftung mit der Bezeichnung DER FÜHRER UND REICHSKANZLER und ab 1940 der Inschrift DER FÜHRER versehen.
1. Eduard Schwartz (22. August 1933)
2. Friedrich von Müller (17. September 1933)
3. Werner Körte (21. Oktober 1933)
4. Wilhelm Dörpfeld (26. Dezember 1933)
5. Hermann Stehr (16. Februar 1934)
6. Reinhold Seeberg (5. April 1934)
7. Hugo Hergesell (29. Mai 1934)
8. Richard Strauss (11. Juni 1934)
9. Adolf Schmidt (23. Juli 1934)
10. Theodor Wiegand (30. Oktober 1934)
11. Julius Friedrich Lehmann (28. November 1934)
12. Heinrich Finke (13. Juni 1935)
13. Ludwig Aschoff (10. Januar 1936)
14. Gustav Tammann (20. April 1936)
15. Ludolf von Krehl (25. Juni 1936)
16. Erich Marcks (17. November 1936)
17. August Bier (24. November 1936)
18. Wladimir Peter Köppen (28. März 1937)
19. Emil Kirdorf (8. April 1937)
20. Adolf Bartels (1. Mai 1937)
21. Bernhard Nocht (4. November 1937)
22. Alexander Koenig (20. Februar 1938)
23. Adalbert Czerny (25. März 1938)
24. Henry Ford (1938)
25. Erwin Guido Kolbenheyer (1938)
26. Robert von Ostertag (20. April 1939)
27. Friedrich Karl Kleine (14. Mai 1939)
28. Albert Pietzsch (28. Juni 1939)
29. Heinrich Sohnrey (19. Juni 1939)
30. Julius Dorpmüller (24. Juli 1939)
31. Arthur Kampf (28. September 1939)
32. Karl Muck (22. Oktober 1939)
33. Gustav Krupp von Bohlen und Halbach (7. August 1940)
34. Paul Kehr (28. Dezember 1940)
35. Heinrich Schnee (4. Februar 1941)
36. Albert Brackmann (24. Juni 1941)
37. Ernst Poensgen (17. Oktober 1941)
38. Hermann Röchling (12. November 1942)
39. Alfred Hugenberg (3. März 1943)
40. Wilhelm Kreis (17. März 1943)
41. Ernst Rüdin (19. April 1944)
42. Eugen Fischer (Juni 1944)
43. Paul Schultze-Naumburg (10. Juni 1944)
44. Gustav Bauer (1. Oktober 1944)